# Саговникоподібні
Саговникоподібні (Cycadales) — порядок рослин, єдиний в надкласі Cycadophyta. Досить своєрідна група сучасних субтропічних голонасінних рослин.
Описано 305 видів. Рослини дуже схожі на пальми, спільними з пальмами у них є колоноподібні стовбури та крони з перистих листків. Стовбур висотою не більше 20 метрів, майже ніколи не розгалужується. Зверху багато великих, інколи колючих листків. Рослини дводомні.

## Поширення

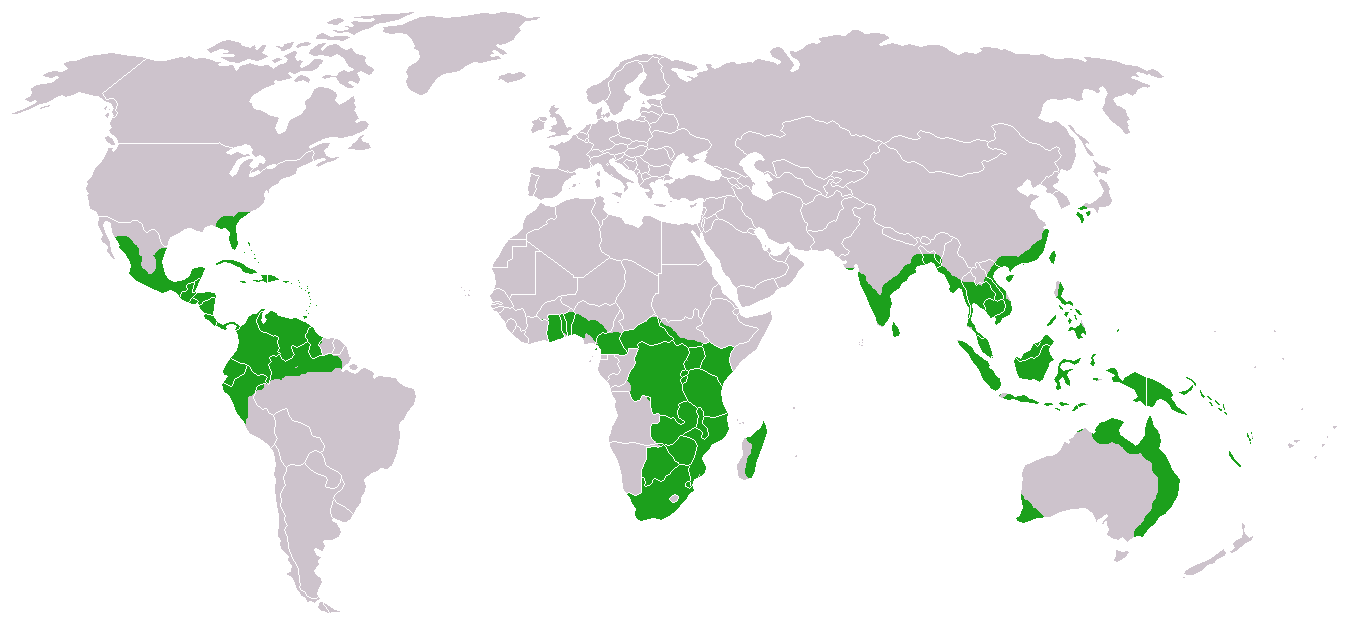
Мапа поширення саговникоподібних

Представники ряду поширені у тропіках та субтропіках Америки, Африки, Азії та АвстраліЇ.

## Значення
На батьківщині саговникоподібні використовують для одержання особливого продукту — саго, а деякі народи вживають у їжу і насіння після спеціальної обробки з метою видалення отруйних речовин, і молоді листки. Листя також використовують для різних квіткових композицій та вінків. Широко використовуються у декоративному садівництві. Як реліктові рослини потребують охорони.